# Milena Dobernik
Milena Dobernik, koroško-slovenska učiteljica, * 23. april 1935, Lendava.

## Odlikovanja in nagrade
Leta 2000 je prejela častni znak svobode Republike Slovenije z naslednjo utemeljitvijo: »za zasluge pri povezovanju koroških Slovencev z matično domovino«.